# Nạn đói Bắc Triều Tiên
Nạn đói tại Cộng hòa Dân chủ Nhân dân Triều Tiên, Nạn đói tại Bắc Triều Tiên (tiếng Triều Tiên: 조선기근) hay còn được gọi là Hành quân gian khổ, Hành quân khổ nạn (고난의 행군) theo mô tả của chính quyền Bình Nhưỡng; là một nạn đói xảy ra ở Cộng hòa Dân chủ Nhân dân Triều Tiên vào đầu thập niên 1990, đi kèm với cuộc khủng hoảng kinh tế chung ở quốc gia này từ năm 1994 đến 1998. Nạn đói bắt nguồn từ nhiều yếu tố khác nhau. Quản lý kinh tế sai lầm và mất sự hỗ trợ của đồng minh Liên Xô khiến sản xuất và nhập khẩu lương thực giảm nhanh chóng. Một loạt các trận lũ lụt và hạn hán làm trầm trọng thêm cuộc khủng hoảng. Chính phủ Triều Tiên và hệ thống kế hoạch tập trung đã tỏ ra quá cứng nhắc trong việc ngăn chặn thảm họa.
Ước tính nạn đói ở CHDCND Triều Tiên đã làm chết khoảng 240.000 tới 3.500.000 người (dân số CHDCND Triều Tiên khoảng 22 triệu người) trong thập niên 1990 với đỉnh cao là năm 1997 . Một báo cáo của Cục điều tra dân số do Hoa Kỳ thực hiện vào năm 2011, ước tính số người chết quá mức từ năm 1993 đến năm 2000 là từ 500.000 đến 600.000 người. Tới năm 1999, lương thực và cứu trợ nhân đạo đã chấm dứt nạn đói, nhưng việc CHDCND Triều Tiên tiếp tục chương trình vũ khí hạt nhân dẫn tới giảm sút viện trợ quốc tế. Kể từ năm 2000, nạn đói quy mô lớn đã không còn xảy ra, nhưng do điều kiện tự nhiên khắc nghiệt, việc sản xuất đủ lương thực cho đất nước vẫn là một vấn đề khó khăn đối với Triều Tiên.

## Thuật ngữ
Thuật ngữ "Hành quân gian khổ", hay "Hành quân khổ nạn" đã trở thành một phép ẩn dụ cho nạn đói sau một chiến dịch tuyên truyền của nhà nước vào năm 1993. Báo Triều Tiên Rodong Sinmun kêu gọi công dân Bắc Triều Tiên gợi lên ký ức về một câu chuyện ngụ ngôn từ thời Kim Il-sung còn là một chỉ huy của một nhóm nhỏ các chiến binh du kích chống phát xít Nhật. Câu chuyện, được gọi là "Hành quân gian khổ", được mô tả là "chiến đấu chống lại hàng ngàn kẻ thù ở cái lạnh -20 °C, dũng cảm vượt qua một trận bão tuyết lớn và đói khát, lá cờ đỏ tung bay trước hàng ngũ.".
Là một phần của chiến dịch tuyên truyền nhà nước này, việc sử dụng các từ như "nạn đói" và "đói khát" đã bị cấm đề cập vì chúng ám chỉ sự thất bại của chính phủ. Người dân Triều Tiên nếu đổ nguyên nhân cho những cái chết hàng loạt vào thời điểm đó là do nạn đói có thể gặp rắc rối nghiêm trọng với chính quyền.

## Bối cảnh
Nạn đói lớn được biết đến ở Bắc Triều Tiên bằng cụm từ chính thức được ủy quyền konanŭi haenggun (Hành quân gian khổ). Đó là một trong những sự kiện trung tâm trong lịch sử Bắc Triều Tiên, và nó buộc chế độ và người dân phải thay đổi theo những cách cơ bản và không lường trước được. Hầu hết người Bắc Triều Tiên đã trải qua sự thiếu hụt dinh dưỡng từ lâu trước giữa những năm 1990. Đất nước này đã từng được nuôi dưỡng với một hệ thống kinh tế kế hoạch tập trung sản xuất lương thực quá mức, từ lâu đã đạt đến giới hạn về năng lực sản xuất và không thể đáp ứng hiệu quả với những cú sốc ngoại sinh.
Địa hình của Triều Tiên vốn không thuận lợi để tự phát triển nông nghiệp. Chỉ có khoảng 20% địa hình nhiều đồi núi của Bắc Triều Tiên là đất có thể trồng trọt. Phần lớn đất đai luôn có sương giá trong sáu tháng, chỉ cho phép một vụ mùa mỗi năm. Đất nước này chưa bao giờ tự túc về thực phẩm và nhiều chuyên gia cho rằng điều đó hoàn toàn không thực tế. Do địa hình của Bắc Triều Tiên, nông nghiệp chủ yếu tập trung ở vùng đồng bằng của bốn tỉnh ven biển phía tây. Điều này cho phép một mùa sinh trưởng dài hơn, đất san bằng, lượng mưa đáng kể và đất được tưới tiêu tốt cho phép canh tác cây trồng cao. Cùng với các tỉnh ven biển phía tây, vùng đất màu mỡ cũng chạy qua các tỉnh ven biển phía đông. Tuy nhiên, các tỉnh nội địa như Chagang và Ryanggang lại có quá nhiều đồi núi và mùa đông lạnh giá, do đó không thể cung cấp đủ lượng mưa để hỗ trợ canh tác.
Vào những năm 1980, Liên Xô đã bắt tay vào cải cách chính trị và kinh tế. Quốc gia này bắt đầu yêu cầu thanh toán từ Triều Tiên cho nguồn viện trợ trong quá khứ và hiện tại - số tiền mà Triều Tiên không thể trả. Đến năm 1991, Liên Xô tan rã, chấm dứt mọi nhượng bộ viện trợ và thương mại, như dầu giá rẻ. Không có viện trợ của Liên Xô, dòng nhập khẩu vào khu vực nông nghiệp của Triều Tiên đã chấm dứt và chính phủ tỏ ra quá thiếu linh động khi phản ứng với tình thế. Nhập khẩu năng lượng giảm 75%. Nền kinh tế đi vào vòng xoáy đi xuống, với hàng hóa xuất nhập khẩu giảm song song. Các mỏ than bị ngập lụt cần điện để vận hành máy bơm, và tình trạng thiếu than làm trầm trọng thêm tình trạng thiếu điện. Nông nghiệp phụ thuộc vào hệ thống tưới tiêu bằng điện, phân bón nhân tạo và thuốc trừ sâu đã bị ảnh hưởng nặng nề bởi sự sụp đổ kinh tế.
Vào đầu những năm 1990, nền kinh tế CHDCND Triều Tiên bắt đầu đứng trên bờ vực của sự sụp đổ. Từ những năm 1950 cho đến năm 1989, khu vực nông nghiệp, công nghiệp, và năng lượng tăng với cơ sở hạ tầng được liên tục tái đầu tư vào bởi thặng dư trong cán cân ngân sách quốc gia. Tuy nhiên, sau sự tan rã của Liên Xô, CHDCND Triều Tiên bước vào thời kỳ công nghiệp suy giảm mạnh. Không còn sự giúp đỡ từ Liên Xô, Triều Tiên đã không thể đáp ứng đầy đủ nhu yếu phẩm cho người dân cho nạn đói sắp tới. Trong một thời gian ngắn, Trung Quốc đã tạm thời lấp đầy khoảng trống do sự sụp đổ của Liên Xô và hỗ trợ nguồn cung lương thực của Bắc Triều Tiên với sự trợ giúp đáng kể. Trước năm 1993, Trung Quốc đã cung cấp cho Triều Tiên 77% lượng nhập khẩu nhiên liệu và 68% lượng nhập khẩu thực phẩm. Do đó, Triều Tiên đã thay thế sự phụ thuộc vào Liên Xô bằng sự phụ thuộc vào Trung Quốc. Nhưng đến năm 1993, Trung Quốc phải đối mặt với sự thiếu hụt ngũ cốc và nhu cầu đối với tiền tệ cứng, và do đó quốc gia này đã cắt giảm mạnh viện trợ cho Triều Tiên.
Các công ty thương mại nhà nước của Bắc Triều Tiên nổi lên như một phương tiện thay thế để tiến hành các mối quan hệ kinh tế đối ngoại. Trong hai thập kỷ qua, các công ty thương mại nhà nước này đã trở thành nguồn tài trợ quan trọng cho chế độ, với tỷ lệ phần trăm của tất cả các khoản thu "trực tiếp vào tài khoản cá nhân của Kim Jong-il... [đã được] sử dụng để bảo đảm và duy trì lòng trung thành với lãnh đạo tối cao".
Chính phủ Bình Nhưỡng ban đầu phản ứng bằng cách tăng cường các chính sách được thực hành trong quá khứ mà tập trung vào việc tăng các yêu cầu lao động vật chất do hạn chế tiếp cận với công nghệ mới và các đầu vào nông nghiệp cần thiết, chẳng hạn như phân bón và nhiên liệu. Quốc gia này đã sớm thúc giục các biện pháp thắt lưng buộc bụng, được đặt tên là chiến dịch "ăn hai bữa một ngày". Những biện pháp này đã chứng tỏ là không đủ trong việc ngăn chặn đà suy giảm kinh tế, do nó đòi hỏi sự cung ứng từ Liên Xô và các nước xã hội chủ nghĩa khác. Nếu không có sự giúp đỡ từ các quốc gia này, CHDCND Triều Tiên không thể đáp ứng đầy đủ để đối phó với cuộc khủng hoảng tới. Theo giáo sư Hazel Smith của Đại học Cranfield, sự lệ thuộc quá mức vào Liên Xô và các nước Đông Âu khiến Triều Tiên không thể tự xoay xở khi khối liên minh này tan rã:
... các phương pháp trong quá khứ chỉ có thể tạo ra lợi ích ngắn hạn và trung hạn có thể tiếp tục tạo ra lợi ích kinh tế nhỏ hơn nữa nếu Liên Xô và khối Đông Âu vẫn còn đó và tiếp tục cung cấp dầu, công nghệ và chuyên môn.

Năm 1997, So Kwan-hui, Bộ trưởng Bộ Nông nghiệp CHDCND Triều Tiên, đã bị buộc tội làm gián điệp cho chính phủ Hoa Kỳ và phá hoại nền nông nghiệp Bắc Triều Tiên có chủ đích, do đó dẫn đến nạn đói. Kết quả là ông ta đã bị chính quyền Bắc Triều Tiên xử bắn công khai.

## Nguyên nhân

### Lũ lụt
Sự suy giảm kinh tế và các chính sách thất bại đã dẫn đến nạn đói trong những năm 1990, tuy nhiên lũ lụt và mưa bão vào giữa những năm 1990 đã khiến cuộc khủng hoảng kinh tế-xã hội trở nên trầm trọng. Cụ thể, lũ lụt trong tháng 7 năm 1995 được mô tả là có "quy mô như [hồng thủy] Kinh Thánh" bởi các quan sát viên độc lập. Khi lũ lụt tàn phá quốc gia này giai đoạn từ các năm 1995-1996, đất canh tác, thu hoạch, dự trữ ngũ cốc, xã hội và cơ sở hạ tầng kinh tế đã bị phá hủy. Bộ Nội vụ nhân đạo của Liên Hợp Quốc báo cáo rằng "giữa ngày 30 tháng 7 và 18 tháng 8 năm 1995, cơn mưa xối xả đã gây ra lũ lụt tàn phá ở Cộng hòa Dân chủ Nhân dân Triều Tiên. Trong một khu vực, trong huyện Pyongsan thuộc tỉnh Bắc Hwanghae đã có lượng mưa 877 mm được ghi nhận chỉ trong bảy giờ, một cường độ mưa chưa từng thấy trong khu vực này... lượng nước trên sông Áp Lục chảy dọc theo biên giới Bắc Triều Tiên - Trung Quốc, đã được ước tính lên đến khoảng 4,8 tỷ tấn trong khoảng thời gian 72 giờ. Lũ lụt của cường độ này đã không được ghi nhận trong ít nhất 70 năm qua.
Các vấn đề lớn gây ra bởi lũ lụt không chỉ phá hủy đất trồng và mùa màng, mà còn mất dự trữ gạo khẩn cấp, do phần lớn lượng dữ trữ này được lưu kho dưới lòng đất. Theo Liên Hợp Quốc, lũ lụt năm 1994 và 1995 đã phá hủy khoảng 1,5 triệu tấn dự trữ ngũ cốc, và Trung tâm Kiểm Soát và Phòng Ngừa Bệnh nêu 1,2 triệu tấn (12%) sản lượng ngũ cốc, đã bị mất trong trận lũ năm 1995. Ngoài ra còn có những trận lụt lớn hơn vào năm 1996 và hạn hán vào năm 1997. Do nền kinh tế suy giảm và bị thảm họa thiên nhiên tàn phá, CHDCND Triều Tiên đã không còn các nguồn dự trữ lương thực, và khiến người dân phải đối mặt với cái chết và nạn đói.

### Lỗi hệ thống phân phối công cộng
Sự tổn thương của Triều Tiên đối với lũ lụt và nạn đói đã trở nên trầm trọng hơn do sự thất bại của hệ thống phân phối công cộng. Chính quyền từ chối theo đuổi các chính sách cho phép nhập khẩu và phân phối thực phẩm mà không phân biệt đối xử đối với tất cả các khu vực của đất nước. Trong nạn đói, tầng lớp lao động thành thị của các thành phố và thị trấn của các tỉnh phía đông của đất nước đã bị ảnh hưởng nặng nề. Sự phân phối thực phẩm phản ánh các nguyên tắc cơ bản của sự phân tầng của hệ thống chủ nghĩa cộng sản.
Thực phẩm được phân phối cho mọi người theo vị thế chính trị và mức độ trung thành của họ với nhà nước.
Cấu trúc như sau (Chương trình Lương thực Thế giới coi 600 gram ngũ cốc mỗi ngày ít hơn một "khẩu phần sinh tồn"):
| Phân loại                       | Lượng phân phối |
| ------------------------------- | --------------- |
| Công nhân công nghiệp đặc quyền | 900 grams/ngày  |
| Công nhân bình thường           | 700 grams/ngày  |
| Công dân nghỉ hưu               | 300 grams/ngày  |
| 2 đến 4 tuổi                    | 200 grams/ngày  |

Tuy nhiên, thời gian thiếu lương thực kéo dài đã gây căng thẳng cho hệ thống, và nó lan truyền số lượng phân bổ thực phẩm có sẵn mỏng trên các nhóm, ảnh hưởng đến 62% dân số khi hoàn toàn phụ thuộc vào phân phối công cộng. Hệ thống này chỉ nuôi sống được 6% dân số vào năm 1997.
| Năm  | Thay đổi                                |
| ---- | --------------------------------------- |
| 1987 | Giảm 10%                                |
| 1992 | Giảm thêm 10%                           |
| 1994 | 470 grams/ngày xuống còn 420 grams/ngày |
| 1997 | 128 grams/ngày                          |

### Nguyên nhân lâu dài
Nạn đói cũng là kết quả của đỉnh điểm của một loạt các quyết định sai lầm của chính phủ được tích lũy trong nhiều thập kỷ. Nỗ lực theo mô hình kinh tế khép kín đã khiến chính quyền từ bỏ khả năng tham gia vào thị trường quốc tế và nhập khẩu thực phẩm và thay vào đó là chủ trương thắt lưng buộc bụng như thực hiện chiến dịch "Hãy ăn hai bữa một ngày" vào năm 1991. Nỗ lực tăng xuất khẩu và kiếm ngoại hối thông qua khu vực Đặc khu kinh tế Rason năm 1991 đã không thành công - nó nằm ở khu vực biệt lập nhất của Triều Tiên và thiếu nền tảng pháp lý rõ ràng cho kinh doanh quốc tế. Chính phủ Bắc Triều Tiên cũng bỏ lỡ cơ hội cho lựa chọn ngắn hạn bằng nguồn vay từ nước ngoài để tài trợ cho nhập khẩu thực phẩm sau khi vỡ nợ các khoản vay nước ngoài trong những năm 1970.

## Khủng hoảng y tế
Nguồn cung cấp y tế không đầy đủ, ô nhiễm nước và môi trường, mất điện thường xuyên và đào tạo lỗi thời đã dẫn đến một cuộc khủng hoảng chăm sóc sức khỏe làm tăng thêm sự tàn phá chung. Theo một phái đoàn UNICEF năm 1997, các bệnh viện ở Triều Tiên tuy sạch sẽ nhưng không có những vật tư và thiết bị thô sơ nhất; Máy đo huyết áp, nhiệt kế, cân, đĩa thận, thìa, bộ IV, v.v... Cuộc khảo sát cũng cho biết rất nhiều bệnh nhân được điều trị bằng bộ IV chai bia tự chế, rõ ràng không vô trùng. Không có ORS (dung dịch bù nước đường uống) và thậm chí cả các loại thuốc cơ bản nhất như thuốc giảm đau và kháng sinh.

## Nạn suy dinh dưỡng
Với sự tàn phá rộng rãi của vụ thu hoạch và dự trữ lương thực, phần lớn dân số đã trở nên tuyệt vọng với thực phẩm, bao gồm cả những khu vực có thế mạnh trong sản xuất thực phẩm. Năm 1996, người ta báo cáo rằng những người trong "những nơi được cho là thịnh vượng hơn của đất nước, người dân quá đói đến phải ăn bắp ngô non trước khi quả ngô phát triển đầy đủ," thật không may việc ăn ngô non này đã làm giảm sản lượng ngô ước tính, vốn đã bị hư hại khoảng 50% sản lượng..
Người dân ở khắp mọi nơi đã bị ảnh hưởng bởi cuộc khủng hoảng, bất kể giới tính, liên kết hoặc tầng lớp xã hội. Suy dinh dưỡng ở trẻ em, như được chỉ định bởi thiếu cân nặng, được tìm thấy ở mức 3% vào năm 1987, 14% vào năm 1997 và 7% vào năm 2002.
| Năm                       | 1989 | 1990 | 1991 | 1992 | 1993 | 1994 | 1995 | 1996 | 1997 |
| ------------------------- | ---- | ---- | ---- | ---- | ---- | ---- | ---- | ---- | ---- |
| Thu hoạch gạo (triệu tấn) | 3.24 | 3.36 | 3.07 | 3.34 | 3.56 | 2.18 | 1.40 | 0.98 | 1.10 |
| Thu hoạch ngô (triệu tấn) | 4.34 | 3.90 | 4.20 | 3.72 | 3.94 | 3.55 | 1.37 | 0.83 | 1.01 |

### Quân đội
Songun là chính sách "Quân đội trên hết" của Bắc Triều Tiên, ưu tiên cho Quân đội Nhân dân Triều Tiên trong các vấn đề quan trọng của nhà nước và phân bổ tài nguyên quốc gia cho "quân đội trước tiên". Mặc dù các lực lượng vũ trang được ưu tiên phân phối thực phẩm, điều này không có nghĩa là tất cả họ đều nhận được khẩu phần hào phóng.
Quân đội được cho là cũng phải tìm cách trồng lương thực để nuôi sống bản thân và phát triển các ngành công nghiệp cho phép họ mua thực phẩm và vật tư từ nước ngoài. Khẩu phần mà nhân viên quân đội nhận được là rất cơ bản, và "những người lính bình thường của quân đội triệu phú thường vẫn đói, cũng như gia đình họ, những người sẽ không được hưởng ưu đãi nếu chỉ vì con trai hay con gái họ đang phục vụ trong lực lượng vũ trang."

### Phụ nữ
Phụ nữ bị thiệt hại đáng kể do cấu trúc giới của xã hội Bắc Triều Tiên, nơi phụ nữ phải chịu trách nhiệm lấy thức ăn, nước và nhiên liệu cho gia đình họ, thường bao gồm các gia đình mở rộng. Đồng thời, phụ nữ có tỷ lệ tham gia cao nhất trong lực lượng lao động của bất kỳ quốc gia nào trên thế giới, được tính ở mức 89%. Do đó, phụ nữ phải ở lại lực lượng lao động và có được nguồn cung cấp cho gia đình họ.
Phụ nữ có thai và mới sinh con phải đối mặt với những khó khăn nghiêm trọng trong việc giữ gìn sức khỏe; tỷ lệ tử vong của bà mẹ tăng lên xấp xỉ 41 trên 1000, trong khi các biến chứng đơn giản như thiếu máu, xuất huyết và sinh non trở nên phổ biến do thiếu vitamin. Người ta ước tính rằng số ca sinh giảm khoảng 0,3 trẻ em trên một phụ nữ trong thời gian đó.

### Trẻ em
Trẻ em, đặc biệt là những trẻ dưới hai tuổi, bị ảnh hưởng nhiều nhất bởi cả nạn đói và sự nghèo đói trong thời kỳ này. Tổ chức Y tế Thế giới đã báo cáo tỷ lệ tử vong ở trẻ em là 93 trên 1000, trong khi những trẻ sơ sinh được trích dẫn ở mức 23 trên 1000. Các bà mẹ thiếu dinh dưỡng thấy gặp khó khi cho con bú. Không có sự thay thế phù hợp cho thực tiễn đã có sẵn. Sữa bột trẻ em không được sản xuất tại địa phương và chỉ một lượng nhỏ được nhập khẩu.
Nạn đói dẫn đến một số lượng lớn trẻ em vô gia cư, di cư được gọi là Kotjebi.

## Ước tính số người tử vong
Số người chết chính xác trong giai đoạn cấp tính của cuộc khủng hoảng, từ năm 1994 đến năm 1998, là không chắc chắn. Theo nhà nghiên cứu Andrei Lankov, cả hai con số cao nhất và thấp nhất của các ước tính đều được coi là không chính xác. Vào năm 2001 và 2007, các nhóm nghiên cứu độc lập đã ước tính rằng khoảng 600.000 đến 1 triệu người, tương đương 3 đến 5% dân số trước cuộc khủng hoảng, đã chết vì đói và các bệnh liên quan đến đói. Năm 1998, các nhân viên của Quốc hội Hoa Kỳ đã đến thăm đất nước này đã báo cáo rằng: "Do đó, chúng tôi đã đưa ra một loạt các ước tính, từ 300.000 đến 800.000 người chết mỗi năm, đạt đỉnh vào năm 1997. Điều đó sẽ khiến tổng số người chết vì thiếu lương thực ở Bắc Triều Tiên từ 900.000 đến 2,4 triệu từ năm 1995 đến 1998 ". Nhóm của W. Courtland Robinson đã tìm thấy 245.000 ca tử vong "thừa" (tỷ lệ tử vong cao do tử vong sớm), 12% dân số ở một khu vực bị ảnh hưởng. Lấy những kết quả đó làm giới hạn trên và ngoại suy trên toàn bộ dân số Bắc Triều Tiên trên khắp các tỉnh của đất nước tạo ra giới hạn trên 2.000.000 cái chết liên quan đến nạn đói. Andrew Natsios và những người khác ước tính 2-3 triệu người chết.
Theo nghiên cứu của Cục điều tra dân số Hoa Kỳ năm 2011, phạm vi tử vong vượt quá từ năm 1993 đến năm 2000 là từ 500.000 đến 600.000 người, và tổng số người chết là từ 600.000 đến 1.000.000 người trong giai đoạn giữa năm 1993 đến năm 2008.

## Chợ đen
Đồng thời, những năm đói kém cũng được đánh dấu bằng sự hồi sinh mạnh mẽ của các hoạt động thị trường tư nhân bất hợp pháp. Buôn lậu qua biên giới bùng nổ, và có tới 250.000 người Triều Tiên chuyển đến Trung Quốc sinh sống và làm việc. Amartya Sen đã đề cập đến việc quản trị kém là một trong những vấn đề cơ cấu và kinh tế gây ra nạn đói, nhưng dường như nạn đói cũng dẫn đến nạn tham nhũng của chính phủ trên diện rộng, gần như dẫn đến sự sụp đổ của các biện pháp và quy định cũ của chính phủ.
Khi nhiên liệu trở nên khan hiếm trong khi nhu cầu về chuỗi cung ứng tăng cao, cái gọi là servi-cha (tiếng Triều Tiên: 써비차; MR: ssŏbich'a, "xe dịch vụ") được hình thành, trong đó một doanh nhân cung cấp phương tiện vận chuyển cho các doanh nghiệp, tổ chức và cá nhân mà không cần tìm các phương tiện vận chuyển khác, trong khi chiếc xe thuộc sở hữu chính thức của một doanh nghiệp hoặc đơn vị hợp pháp cũng cung cấp giấy phép vận chuyển. Người dân Bắc Triều Tiên đã trở nên ít phụ thuộc vào chính phủ của họ và họ đã tin tưởng ít hơn vào gia tộc họ Kim.
Với sự tuyệt vọng bắt nguồn từ nạn đói, sự thương mại hóa và thương mại phi chính thức, người Triều Tiên đã phát triển thị trường chợ đen của họ, và hơn nữa, họ đã sống sót nhờ thích nghi. Andrei Lankov đã mô tả quá trình này là "cái chết tự nhiên của chủ nghĩa Stalin của Bắc Triều Tiên".
Mức lương chính thức trung bình trong năm 2011 tương đương 2 đô la Mỹ mỗi tháng trong khi thu nhập thực tế hàng tháng dường như khoảng 15 đô la Mỹ vì hầu hết người dân Bắc Triều Tiên kiếm tiền từ các doanh nghiệp nhỏ bất hợp pháp: buôn bán, sinh hoạt nông nghiệp và thủ công mỹ nghệ. Nền kinh tế bất hợp pháp bị chi phối bởi phụ nữ vì đàn ông phải đến nơi làm việc chính thức của họ mặc dù hầu hết các nhà máy không hoạt động.

## Phản ứng quốc tế
Viện trợ ban đầu cho Triều Tiên bắt đầu từ đầu năm 1990, với viện trợ quy mô nhỏ từ các nhóm tôn giáo ở Hàn Quốc và viện trợ từ UNICEF. Vào tháng 8 năm 1995, Triều Tiên đã đưa ra yêu cầu chính thức về viện trợ nhân đạo và cộng đồng quốc tế đã phản ứng tương ứng:
| Nước tài trợ | 1995 | 1996 | 1997 | 1998 | 1999  | 2000  | 2001  | 2002  | 2003 | 2004 | 2005  | 2006 | 2007 | 2008 | 2009 | 2010 | 2011 | Tất cả |
| ------------ | ---- | ---- | ---- | ---- | ----- | ----- | ----- | ----- | ---- | ---- | ----- | ---- | ---- | ---- | ---- | ---- | ---- | ------ |
| Hàn Quốc     | 150  | 3    | 60   | 48   | 12    | 352   | 198   | 458   | 542  | 407  | 493   | 80   | 431  | 59   |      | 23   |      | 3,314  |
| Trung Quốc   |      | 100  | 150  | 151  | 201   | 280   | 420   | 330   | 212  | 132  | 451   | 207  | 264  |      | 116  |      |      | 3,015  |
| Hoa Kỳ       |      | 22   | 193  | 231  | 589   | 351   | 319   | 222   | 47   | 105  | 28    |      |      | 171  | 121  | 1    |      | 2,400  |
| Khác         | 394  | 380  | 501  | 361  | 198   | 248   | 571   | 168   | 143  | 201  | 125   | 20   | 26   | 145  | 61   | 71   | 47   | 3,661  |
| Tất cả       | 544  | 505  | 904  | 791  | 1,000 | 1,231 | 1,508 | 1,178 | 944  | 845  | 1,097 | 307  | 721  | 375  | 298  | 95   | 47   | 12,390 |

Bắt đầu từ năm 1996, Hoa Kỳ cũng bắt đầu vận chuyển viện trợ lương thực cho Triều Tiên thông qua Chương trình Lương thực Thế giới của Liên Hợp Quốc (WFP) để chống lại nạn đói. Các lô hàng đạt đỉnh điểm vào năm 1999 với gần 600.000 tấn khiến Hoa Kỳ trở thành nhà tài trợ viện trợ nước ngoài lớn nhất cho nước này vào thời điểm đó. Theo Chính quyền tổng thống George W. Bush, viện trợ đã giảm mạnh sau mỗi năm từ 320.000 tấn năm 2001 xuống còn 28.000 tấn vào năm 2005. Chính quyền Bush bị chỉ trích vì sử dụng "thực phẩm làm vũ khí" trong các cuộc đàm phán về chương trình vũ khí hạt nhân của Triều Tiên, nhưng nhấn mạnh tiêu chí của Cơ quan Phát triển Quốc tế Hoa Kỳ (USAID) là giống nhau đối với tất cả các nước và tình hình ở Triều Tiên đã "cải thiện đáng kể kể từ khi nó hoàn toàn sụp đổ vào giữa những năm 1990. "
Hàn Quốc (trước chính phủ Lee Myung-bak) và Trung Quốc vẫn là nhà tài trợ viện trợ lương thực lớn nhất cho Triều Tiên. Hoa Kỳ phản đối cách thức quyên góp thực phẩm này do nhà nước Bắc Triều Tiên từ chối cho phép các đại diện của nhà tài trợ giám sát việc chính quyền Bình Nhưỡng phân phối nguồn viện trợ của họ bên trong lãnh thổ Bắc Triều Tiên. Sự giám sát như vậy sẽ đảm bảo rằng nguồn viện trợ không bị tịch thu và bán bởi giới thượng lưu hoặc chuyển hướng để nuôi sống lực lượng quân đội lớn của Triều Tiên. Năm 2005, Hàn Quốc và Trung Quốc đã cùng nhau cung cấp gần 1 triệu tấn viện trợ lương thực, mỗi nước đóng góp một nửa.
Đôi khi viện trợ nhân đạo từ các nước láng giềng của Bắc Triều Tiên đã bị cắt đứt để kích động Triều Tiên phải nối lại các cuộc đàm phán chính trị. Ví dụ, Hàn Quốc đã quyết định "hoãn xem xét" 500.000 tấn gạo cho miền Bắc năm 2006, nhưng ý tưởng cung cấp thực phẩm là một động lực rõ ràng (trái ngược với việc nối lại "viện trợ nhân đạo chung") đã bị tránh. Cũng đã có sự gián đoạn viện trợ do nạn trộm cắp phương tiện đường sắt vốn được sử dụng rộng rãi ở Trung Quốc đại lục để cung cấp thực phẩm cứu trợ Triều Tiên.

## Giai đoạn hậu nạn đói
Triều Tiên vẫn chưa đủ khả năng tự túc lương thực và định kỳ họ phải phụ thuộc vào viện trợ lương thực bên ngoài từ Hàn Quốc, Trung Quốc, Hoa Kỳ, Nhật Bản, Liên minh châu Âu và các nước khác. Năm 2002, Triều Tiên yêu cầu nguồn cung cấp thực phẩm không còn được giao nữa. Triều Tiên đã đạt được tiến bộ trong việc cải thiện an ninh lương thực từ những năm 1990, và hiện tại, theo Hazel Smith, trong hầu hết các năm, mức độ suy dinh dưỡng thấp hơn so với một số nước châu Á giàu hơn.